# Diamantni sklad
Diamantni sklad (rusko: Алмазный фонд) je edinstvena zbirka draguljev, nakita in naravnih nagelov, ki so shranjeni in razstavljeni v Kremeljski orožarni v Rusiji. Sklad je bil ustanovljen leta 1967, njegova zbirka pa datira v obdobje zakladnice ruske krone, ki jo je leta 1719 ustanovil ruski car Peter I.. Je del Moskovskih Kremeljskih muzejev.

## Zgodovina

### Carska zakladnica
Zbirka draguljev Petra I., ki je bila ustanovljena leta 1719, je bila pozneje shranjena v Diamantni komori (Бриллиантовая комната) v Zimskem dvorcu. Vsi uspešni monarhi so prispevali k zakladnici. Študija Aleksandra Fersmana iz leta 1922 je identificirala, da je bilo 85 % vseh eksponatov med letoma 1719 in 1855, od carja Petra I. do Nikolaja I. in le 15 % pripisanih zadnjim trem carjem.
Katarina Velika se je izkazala s posebnim zanimanjem za dragulje, celo svojega žrebca je poimenovala Diamant. Diamantni sklad je od nje dobil več prispevkov kot od katerega koli drugega monarha.

### Sovjetska zveza
Ohranjanje, prodaja in plenjenje carskega zaklada po ruski revoluciji leta 1917 je predmet polemik in špekulacij. Carska zbirka se je med prvo svetovno vojno preselila iz Sankt Peterburga v Moskvo; sovjetski Diamantni sklad je bil uradno ustanovljen leta 1922.
Zakladnica je bila prvič razstavljena javnosti novembra 1967. To je bila kratkoročna razstava, stalna razstava je postala leta 1968. V poznem sovjetskem obdobju je bila vrednost zbirke sklada ocenjena na 7 milijard dolarjev.

### Ruska federacija
Ruska država ohranja monopol na rudarjenje in distribucijo draguljev, kot ga določa zakon iz leta 1998 o dragih kovinah in dragih kamnih (On precious metals and precious stones). Operacije Diamantnega sklada so urejene s predsedniškim odlokom iz leta 1999 (uradno besedilo ). Diamantni sklad je del večjega državnega sklada draguljev, ki ga upravlja Ministrstvo za finance in zbira najdragocenejše predmete, zlasti:
- vsi surovi diamanti nad 50 karatov (10 g)
- vsi brušeni diamanti nad 20 karatov (4 g), brušeni diamanti izjemne kakovosti nad 6 karatov (1,2 g)
- vsi surovi smaragdi, rubini, safirji, ki presegajo 30 karatov (6 g) surovi ali 20 karatov (4 g) brušeni
- unikatna zlata zrna, jantar, biseri in nakit.

#### Nedavni dodatki
- 2006 – Stvarnik (Творец), izkopan v Jakutiji leta 2004. Tretji največji surov diamant v Skladu, 298,48 karata (59,696 g) [5]
- 2003 - zlato zrno, 33 kg
- 1989 – Aleksander Puškin, drugi največji surovi diamant, 320,65 karata (64,130 g)
- 1980 – XXVI kongres CPSU, največji surovi diamant, 342,57 karata (68,514 g

## Večji eksponati

### Sedem zgodovinskih draguljev
- Orlov diamant, 189,62 karata (37,924 g) {fotografija}
- Šahov diamant, 88,7 karata (17,7 g), prvi napis iz leta 1591, darilo perzijskega šaha leta 1829
- Ploščt portretni diamant, 25 karatov (5 g)
- Rdeči spinel v Ruski carski kroni, 398,72 karata (79,744 g), kupljen na Kitajskem leta 1676
- Safir, 260,37 karata (52,074 g) {fotografija}
- Kolumbijski smaragd, 136,25 karata (27,250 g)
- Olivno-zeleni peridot, 192,6 karata (38,52 g)

### Ruska krona
- Carska krona Rusije izdelana za Katarino II Veliko leta 1762

### Dragulji
- Šopek narcis
- Modri vodnjak

### Zlate kepe
- Veliki trikotnik, zlato, 36,2 kg (izkopano leta 1842 v Miassu, Čeljabinska oblast)
- Kamela, zlato, 9,28 kg
- Mefisto, zlato, 20,25 g (izkopano leta 1944 na Kolimi, Ruski Daljni vzhod)

## Javni dostop
Diamantni sklad je razstavljen v stavbi Kremeljske orožarne. Za obiskovalce je zaradi omejenega prostora znotraj sklada dostopen samo s turami za določen čas. Ogledi v ruščini so organizirani vsak dan, v dvajsetminutnih intervalih. Tuji obiskovalci lahko dobijo avdio vodnik v angleškem, nemškem, francoskem, španskem, italijanskem, kitajskem ali japonskem jeziku.